# Fridelius János (tanár)
Fridelius János, Friedel, Fridel (Sopron, 1638 – Sopron, 1719) természettudós, evangélikus iskolaigazgató, tanár. Az első magyar antropológiai jellegű mű írója.

## Élete
Miután alapfokú iskoláit hazájában elvégezte, külföldi egyetemre ment és Wittenbergben 1659. december 30-án iratkozott be. Később visszatért hazájába; 1664-ben Sopronban conrector lett és 1682-tól 1712-ig rektor volt ugyanott; ekkor magas kora miatt teljes fizetéssel nyugdíjazták. A konvent megbízásából 1693-ban tantervet nyújtott be, mely szerint az oktatás célja: a vallásosság, tiszta erkölcs és tudományos műveltség.

## Munkái
- Ex Antropologia de principiis nobiscum natis disputatio. Praeside Viccio. Wittebergae, 1661
- B. Domini Christophori Lackneri, I. V. Doctoris et consulis quondam Semproniensis vitae curriculum. Ratisbonae, 1714
- Sermo funebris in exequiis... domini Christophori Sowitschii, beatissimae memoriae, habitus a... Ratisbonae, év n.

Nevét Friedeliusnak, Friedelnek és Fridelnek is irják.